# Mattia Drudi
Mattia Drudi (Rimini, 16 juli 1998) is een Italiaans autocoureur. Zijn vader Luca Drudi was eveneens autocoureur. In 2024 won hij de 24 uur van Spa-Francorchamps.

## Carrière
Drudi begon zijn autosportcarrière in het karting in 2005 op zevenjarige leeftijd in zijn thuisland Italië. In 2009 won hij de 60cc-klasse van zowel de Italiaanse en Europese Easykart en in de Campeonato Area Centro. In 2011 won hij de 100cc-klasse van de Europese Easykart.
In 2014 stapte Drudi over naar het formuleracing en maakte hij zijn Formule 4-debuut in het Italiaanse Formule 4-kampioenschap. Hij begon het seizoen bij het team Cram Motorsport, maar na het eerste weekend stapte hij over naar F & M. Hij behaalde vijf overwinningen: drie op het Autodromo Nazionale Monza en twee op het Autodromo Internazionale Enzo e Dino Ferrari. Met 237 punten werd hij achter Lance Stroll tweede in het klassement.
In 2015 bleef Drudi actief in de Formule 4, maar stapte hij over naar het ADAC Formule 4-kampioenschap, waarin hij voor SMG Swiss Motorsport reed. Hij behaalde een podiumfinish in de seizoensopener op de Motorsport Arena Oschersleben, maar verliet na drie weekenden het kampioenschap om deel te nemen aan de Italiaanse Porsche Carrera Cup. Voor Dinamic Motorsport behaalde hij een overwinning op het Autodromo Vallelunga en stond in acht andere races op het podium. Met 145 punten werd hij achter Riccardo Agostini en Côme Ledogar derde in de eindstand. Ook reed hij gastraces in de Duitse Porsche Carrera Cup en de Porsche Supercup.
In 2016 reed Drudi opnieuw in de Italiaanse Porsche Carrera Cup bij Dinamic. Hij won negen races en stond hiernaast nog zeven keer op het podium. Desondanks werd hij achter Ledogar tweede in het klassement met 208 punten. Ook reed hij drie races als gastcoureur in de Porsche Supercup en behaalde op het Autodromo Nazionale Monza een podiumfinish.
In 2017 nam Drudi deel aan een volledig seizoen van de Porsche Supercup voor Dinamic. Hij behaalde twee podiumplaatsen op het Circuit de Spa-Francorchamps en op Monza. Met 91 punten werd hij zesde in het eindklassement. In 2018 bleef hij actief in deze klasse en behaalde hij vier podiumfinishes op Silverstone, de Hockenheimring Baden-Württemberg, Spa en Monza. Met 109 punten verbeterde hij zichzelf naar de vijfde plaats in het kampioenschap. Eind 2018 debuteerde hij in het Italiaanse GT-kampioenschap bij Audi Sport Italia. In de race op Monza behaalde hij, samen met Bar Baruch, de GT3-race. Ook reed hij voor EuroInternational in twee races van de LMP3-klasse van de European Le Mans Series.
In 2019 nam Drudi deel aan zowel de GT World Challenge Europe als de Blancpain GT Series Endurance Cup voor het team Attempto Racing. In beide kampioenschappen reed hij in de Silver Cup. In de World Challenge deelde hij een Audi R8 LMS Evo met Milan Dontje en won hij een race op de Nürburgring, waardoor hij met 97 punten derde werd in de eindstand. In de Endurance Cup reed hij samen met Pieter en Steijn Schothorst en behaalde hij een podiumfinish op Silverstone, zodat hij met 46 punten zesde werd. Daarnaast reed hij in zes van de zeven raceweekenden van de ADAC GT Masters bij EFP Car Collection by TECE en deelde hier de auto met Florian Spengler. Een zevende plaats op het Autodrom Most was zijn beste race-uitslag en hij eindigde mt 19 punten op plaats 28 in het kampioenschap.
Begin 2020 nam Drudi deel aan de rookietest van de Formule E voor het team Audi Sport ABT Schaeffler. Vervolgens stapte hij binnen de GT World Challenge over naar de Pro-klasse, nog altijd voor Attempto. In de Sprint Cup deelde hij de auto met Tommaso Mosca en behaalde hij een podiumfinish op het Misano World Circuit Marco Simoncelli. Met 25 punten werd hij elfde in het kampioenschap. In de Endurance Cup was Frédéric Vervisch zijn vaste teamgenoot en werden Kim-Luis Schramm en Patric Niederhauser afwisselend aangesteld als derde coureur. Hij behaalde een podiumplaats in de 24 uur van Spa-Francorchamps en werd zo met 26 punten twaalfde in de eindstand.
In 2021 reed Drudi in vier van de vijf weekenden van de Sprint Cup met wisselende teamgenoten. Een zesde plaats in de seizoensopener op het Circuit de Nevers Magny-Cours was zijn beste resultaat en hij eindigde met 6,5 punten op plaats 26 in het kampioenschap. In de Endurance Cup was Christopher Mies zijn vaste teamgenoot en waren Schramm, Steijn Schothorst en Nicolas Schöll afwisselend de derde coureur van het team. Hij behaalde zijn beste klassering met een zevende plaats in de seizoensopener op Monza en eindigde zo met 7 punten op plaats 25 in het klassement. Hij behaalde wel successen in de Endurance GT3-klasse van het Italiaanse GT-kampioenschap. Voor het team Audi Sport Italia won hij drie van de vier races en werd hij gekroond tot kampioen.

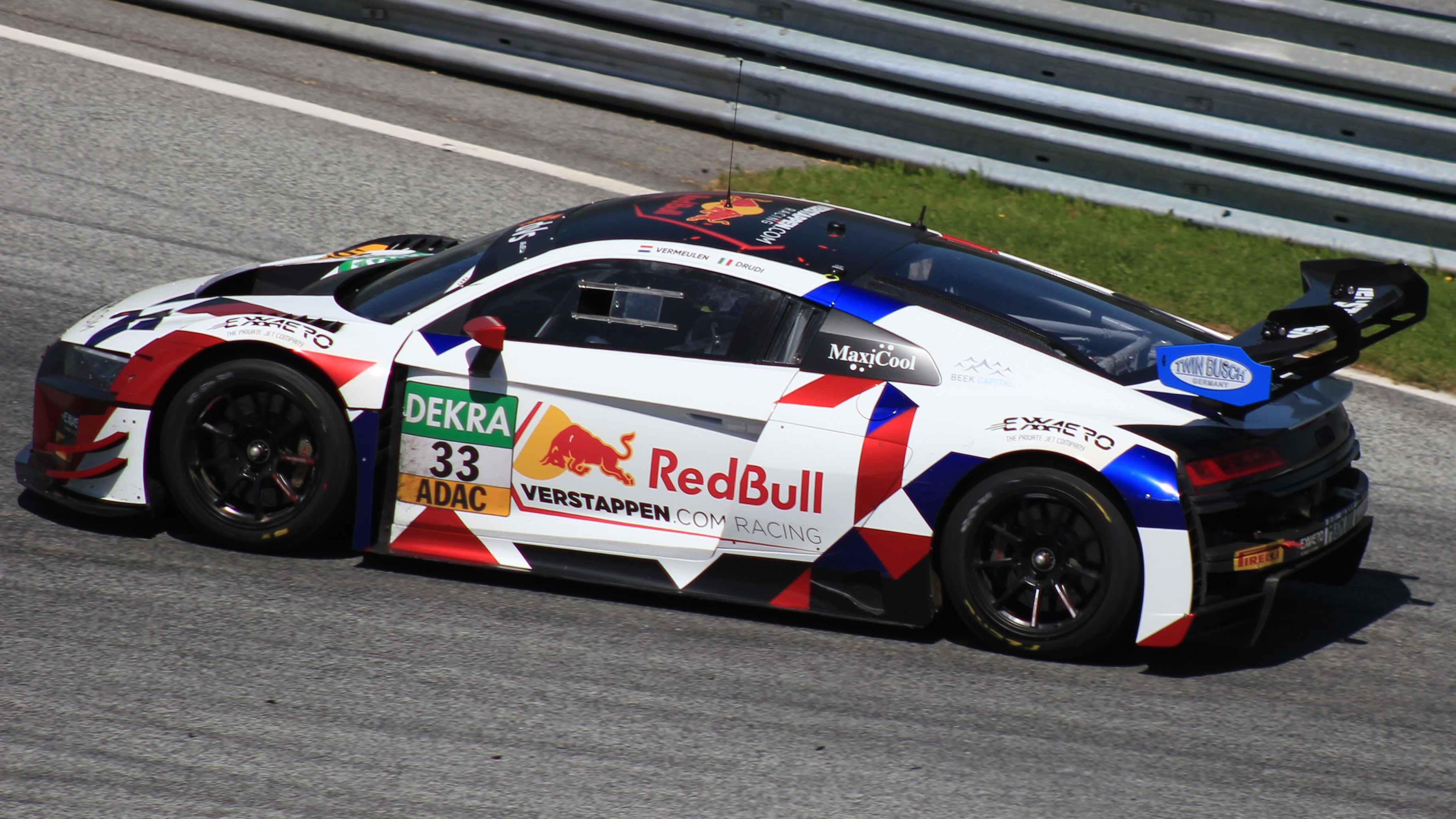
Mattia Drudi op de Red Bull Ring in 2022.

In 2022 stapte Drudi binnen de GT World Challenge over naar het team Car Collection Motorsport. In de Sprint Cup deelde hij zijn Audi R8 LMS Evo II met Luca Ghiotto, met uitzondering van het weekend op Misano, waar Lorenzo Patrese zijn teamgenoot was. Hij behaalde zijn beste resultaat met een vijfde plaats op Magny-Cours en werd zo met 22 punten tiende in de eindstand. In de Endurance Cup waren Ghiotto en Christopher Haase zijn teamgenoten en was zijn beste race-uitslag een vierde plaats op Imola. Met 12 punten eindigde hij op plaats 24 in het klassement.
In 2023 stapte Drudi over naar het team Tresor Orange1, waarin hij in de Sprint Cup met Ricardo Feller en in de Endurance Cup met Feller en Dennis Marschall een Audi R8 LMS Evo II deelde. Ook maakte hij dat jaar zijn debuut in de DTM bij hetzelfde team in dezelfde auto.